# اونتربههورن
اونتربههورن (به لاتین: Unterbächhorn) یک کوه در سوئیس است که در کانتون وله واقع شده‌است. اونتربههورن ۳٬۵۵۴ متر بالاتر از سطح دریا واقع شده‌است.